# مجلس الوزراء الكويتي 1962
مجلس الوزراء الكويتي 1962 هو أول تشكيل وزاري رسمي بالكويت كان بتاريخ 17 يناير 1962. وكان ذلك بعد انتخابات المجلس التاسيسي. ضم التشكيل 14 وزيرا، 3 منهم من الأعضاء المنتخبون بالمجلس التاسيسي، وكان رئيس مجلس الوزراء هو نفسه أمير دولة الكويت الشيخ عبد الله السالم الصباح.

## أعضاء مجلس الوزراء
تألفت الحكومة من:

صورة تضم وزراء أول تشكيل حكومي في دولة الكويت

- لأمير الشيخ عبدالله السالم الصباح: رئيس مجلس الوزراء.
- صباح السالم الصباح: نائب رئيس مجلس الوزراء ووزير الخارجية.
- عبد الله الجابر الصباح: وزير التربية والتعليم.
- محمد الأحمد الجابر الصباح: وزير الدفاع.
- مبارك الحمد الصباح: وزير الأوقاف.
- جابر الأحمد الجابر الصباح: وزير المالية والاقتصاد.
- سالم العلي السالم الصباح : وزير الأشغال العامة.
- جابر العلي السالم الصباح: وزير الكهرباء والماء.
- صباح الأحمد الجابر الصباح : وزير الأرشاد والأنباء.
- سعد العبد الله السالم الصباح: وزير الداخلية.
- خالد العبد الله السالم الصباح: وزير الجمارك والموانئ.
- مبارك عبد الله الأحمد الصباح: وزير البريد والبرق والهاتف.
- حمود الزيد الخالد: وزير للعدل (عضو منتخب في المجلس التاسيسي).
- عبد العزيز حمد الصقر: وزير الصحة العامة (عضو منتخب في المجلس التاسيسي).
- محمد يوسف النصف: وزير الشؤون الاجتماعية والعمل (عضو منتخب في المجلس التاسيسي).